# Фесенко Володимир В'ячеславович
Володимир В'ячеславович Фесенко (8 листопада 1958, Лозова, Харківська область) — український політолог, голова правління Центру прикладних політичних досліджень «Пента». Лауреат премії «Celebrity Awards 2020» в номінації «Політолог року».

## Біографія
Навчання, кваліфікація
- 1975—1981 — навчався на історичному факультеті Харківського державного університету, закінчив з відзнакою
- 1986 — закінчив аспірантуру в Київському держуніверситеті ім. Т. Г. Шевченка, кандидат філософських наук
- 1998 — стажувався в Інституті Гаррімана (Колумбійський університет, США)
- 2000 — стажувався в Університеті Квінз (Кінгстон, Канада).

Трудовий стаж
- 1981—2001 — викладав у вищих навчальних закладах м. Харкова.
- 1990—2000 — доцент кафедри історії України та політології в Українській інженерно-педагогічній академії
- 1999—2002 — доцент кафедри прикладної соціології, соціологічний факультет Харківського національного університету ім. В. Н. Каразіна.
- 2001—2003 — заступник директора Бюро політичного консалтингу «Пента».
- З січня 2003 р. по теперішній час — голова правління Центру прикладних політичних досліджень «Пента».

## Науково-громадсьна діяльність
- 1994—1999 — координатор програм напряму «Громадянське суспільство», Харківське регіональне відділення Міжнародного Фонду «Відродження».
- Член Громадської Ради при Міністерстві закордонних справ України.
- Член Російсько-Української консультативної ради

Був помічником депутата від Партії регіонів, Олександра Фельдмана. За даними сайту texty.org.ua фігурує у джинсі різних партій та кандидатів.

## Ділові та партнерські зв'язки
Пояснюючи свій перехід до Інституту Горшеніна, Фесенко зазначив, що його пов'язують давні партнерські відносини з Костем Бондаренком, в тому числі в останній час — між Інститутом Горшеніна і Центром політичних досліджень «Пента», який донедавна Фесенко очолював.

## Публікації
Володимир Фесенко є автором більше 80 наукових та навчально-методичних праць, в тому числі декількох підручників з політології. Також більше 100 публікацій в друкованих ЗМІ.

## Нагороди
Лауреат премії «Celebrity Awards 2020» в номінації «Політолог року».

## Виноски
1. 1 2  Ольга Сумская актриса года, а Александр Жеребко молодой деятель искусств - премия «Celebrity Awards 2020» - (рос.). Архів оригіналу за 30 вересня 2020. Процитовано 25 вересня 2020.
2. ↑  Премия Celebrity Awards 2020: украинский певец Владимир Гришко удостоен награды за свою детскую Академию искусств. newsone.ua (рос.). Архів оригіналу за 30 жовтня 2020. Процитовано 25 вересня 2020.
3. ↑  Фесенко Володимир - База псевдосоціологів | texty.org.ua. ТЕКСТИ.ORG.UA (ua) . Процитовано 24 листопада 2019.
4. ↑  Новости Донбасса: Институт Горшенина возглавил Фесенко. Архів оригіналу за 2 травня 2014. Процитовано 8 лютого 2013.